# Explora Escarpment
Explora Escarpment är en kontinentalbrant i Antarktis. Den ligger i havet utanför Östantarktis. Norge gör anspråk på området.